# Robert B. Meyer
Robert Bruce Meyer (* 13. Oktober 1943 in St. Louis) ist ein US-amerikanischer Physiker und Hochschullehrer an der Brandeis University.
Meyer studierte an der Harvard University mit dem Bachelor-Abschluss 1965 und der Promotion über Flüssigkristalle bei David Turnbull 1970. Er blieb als Post-Doktorand in Harvard, wurde 1971 Assistant Professor und 1974 Associate Professor. 1978 wurde er Professor an der Brandeis University. 1971 erhielt er ein Forschungsstipendium der Alfred P. Sloan Foundation (Sloan Research Fellowship).
1977 war er Gastprofessor der Nordita an der Chalmers Universität in Göteborg und Joliot Curie Professor an der École Supérieure de Physique et de Chimie Industrielles in Paris.
Meyer befasst sich mit Flüssigkristallen und neuartigen weichen Festkörpermaterialien, insbesondere mit deren  Chiralität, elektrischer Polarisierbarkeit, ihren Texturen und Defektstrukturen, Phasenübergängen und Verhalten in äußeren Feldern und Flüssigkristall-Gel und dessen elastischen Eigenschaften.
2006 erhielt er mit Noel A. Clark den Oliver E. Buckley Condensed Matter Prize für grundlegende theoretische und experimentelle Studien zu Flüssigkristallen, insbesondere deren ferroelektrische und chirale Eigenschaften (Laudatio). Er ist Fellow der American Physical Society und erhielt 2004 die Benjamin Franklin Medal des Franklin Institute.